# Центральный холм (Севастополь)

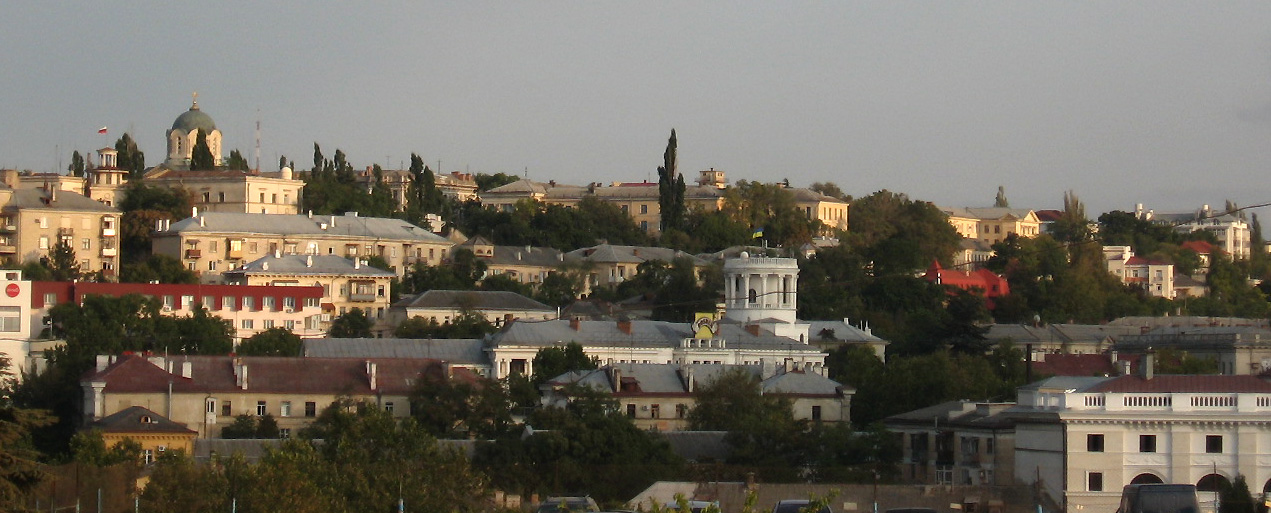
Вид на Центральный холм со стороны Хрустального мыса

Центральный холм (Городской, Сарматский; укр. Центральний пагорб) — холм, исторический район в центре Севастополя. Расположен во внутреннем круге центрального кольца, образуется улицам Большой Морской, Ленина и проспектом Нахимова.

## История
С конца XVIII века, почти с самого начала основания Севастополя, холм хаотично застраивался более бедными жителями города, которые не имели возможности поселиться на главных улицах внизу, у его подножия. Холм не имел четкого планирования и ясного архитектурного облика, и многие здания сводилось без всякого разрешения, за что его прозвали «хребтом беззакония».
В 1839 был утвержден генеральный план развития Севастополя, который предусматривал для холма полный снос старых зданий и новую застройку с четким планированием улиц. В 1840-х проводились работы по этому плану. Большинство зданий того периода были уничтожены в ходе Крымской и Второй мировой войн, но созданная в то время планировка улиц сохранилось до наших дней.
В наше время холм застроен в большинстве послевоенными двух- и трехэтажными домами в стиле советского неоклассицизма (так называемые «сталинки»). Среди сохранившихся довоенных зданий наиболее ценны:
- Дом Волохова, 1840 и
- Башня ветров, 1849
- Владимирский собор, 1848—1888
- Петропавловский собор, 1888
- Константиновское реальное училище, 1876. В настоящее время Гимназия № 3. Имеет отдельные черты готического стиля
- Дом Рихтера, ул. Суворова, 28, 1912

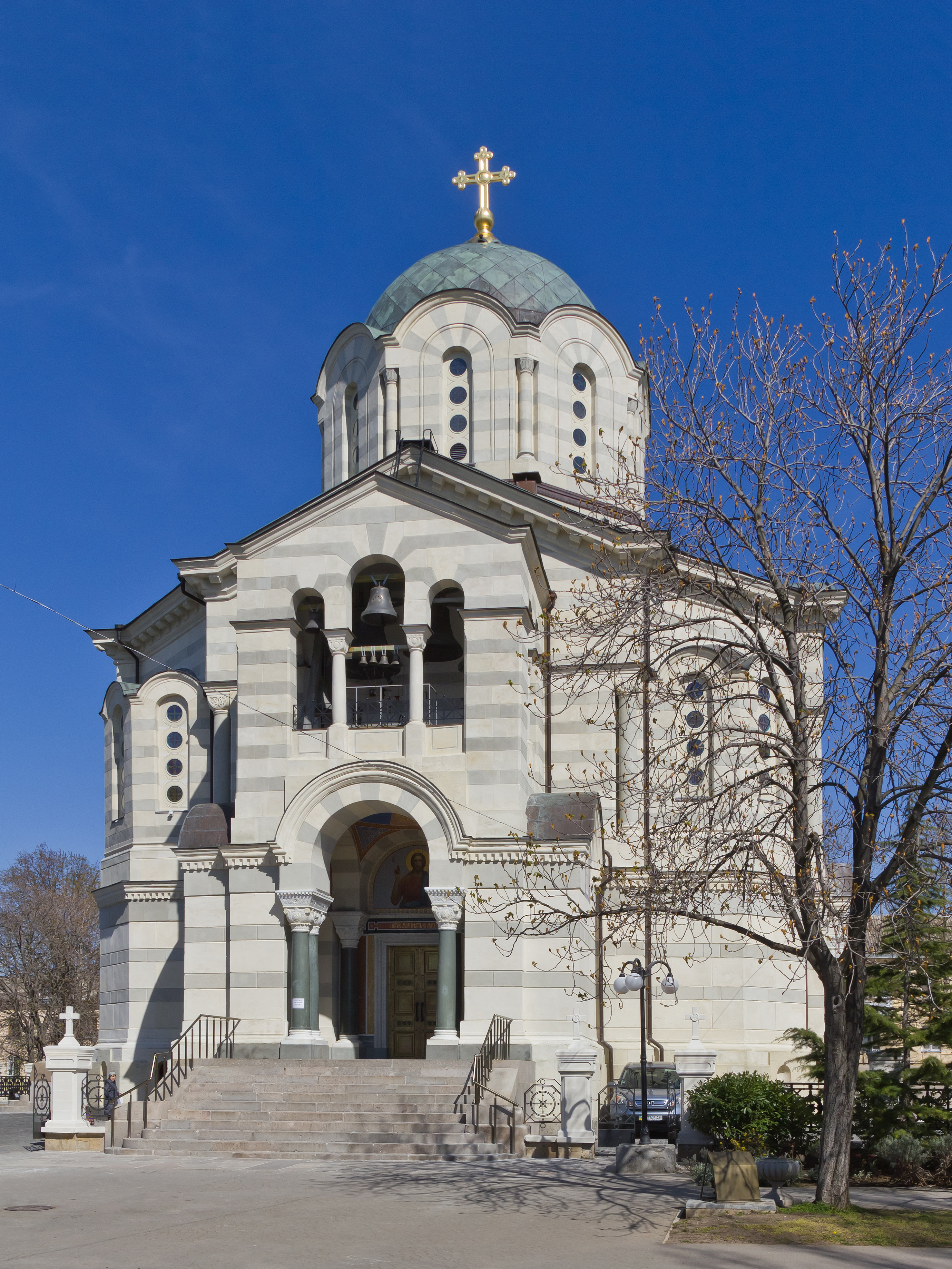
Владимирский собор
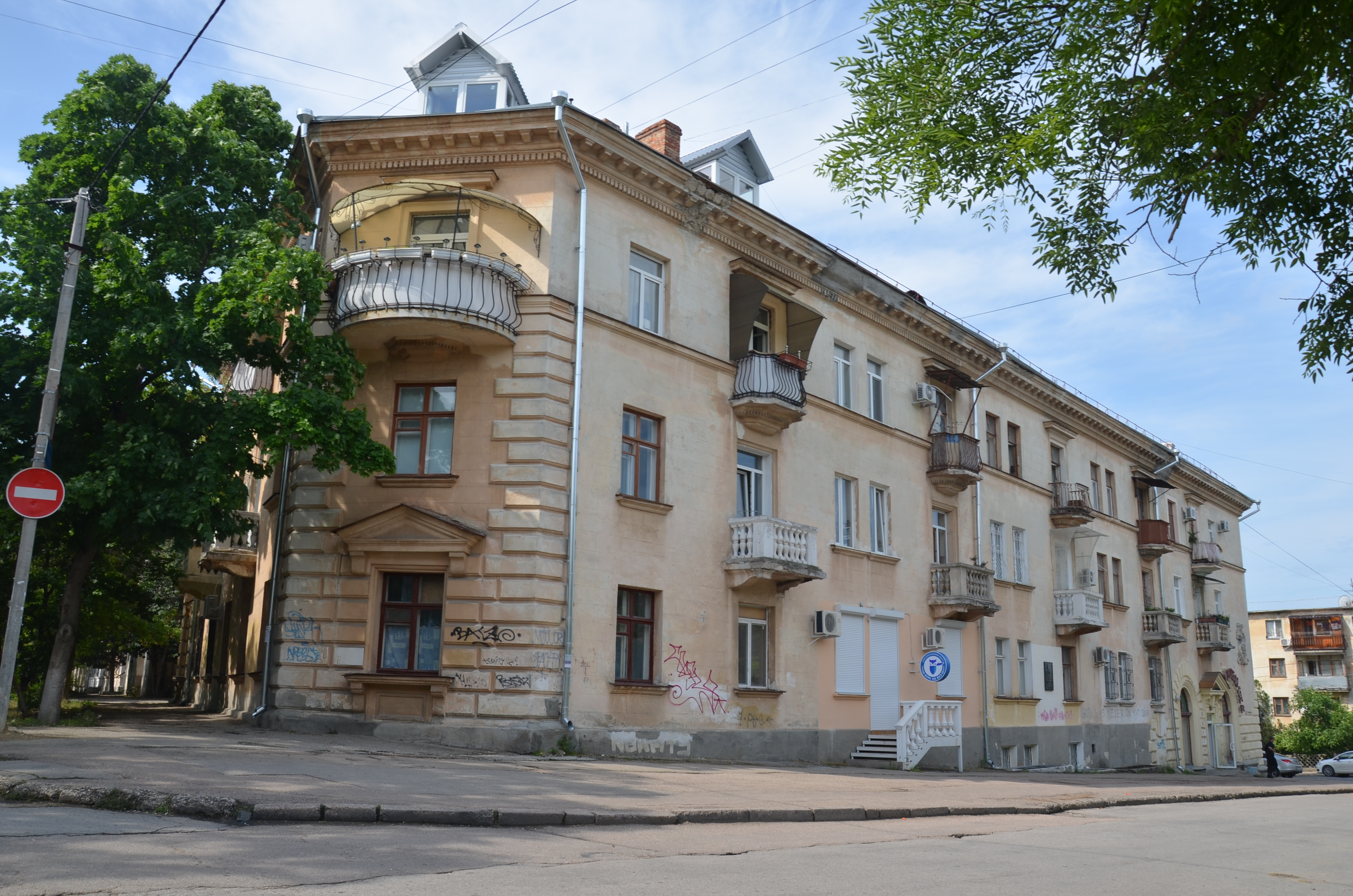
Типичная жилая застройка холма, (ул. Советская, 34)
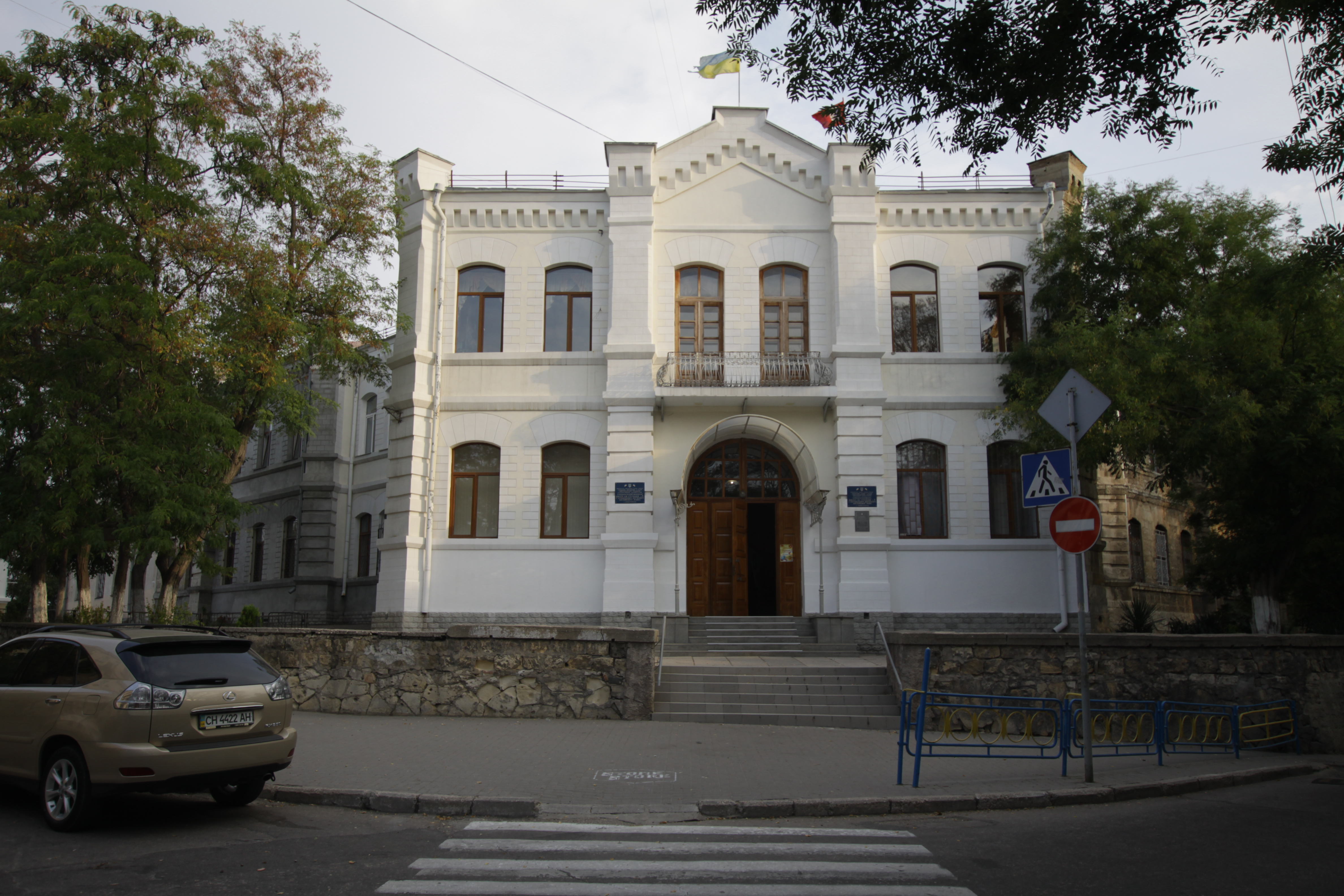
Гимназия № 3, (ул. Советская, 57)

## Лестницы
Высота холма над уровнем моря достигает 60 метров в самой высокой точке. Для подъёма вверх построено около 10 лестниц. Среди крупнейших:
- Синопский спуск, ведущий к проспекта Нахимова и набережной Корнилова. Построена в 50-60 годах XX века. Архитекторы В. М. Артюхов, Ю. Н. Белькович, Б. В. Калинков и Н. Н. Сдобняков[1].
- Лестница к площади Суворова, 1960 г.[2].
- Лестница к Матросскому бульвару — построена впервые в 1834 г., ведёт к перекрестку площади и проспекта Нахимова.
- Таврическая лестница — ведёт к улице Большой Морской. Построена в 50-70х годах XX столетия.

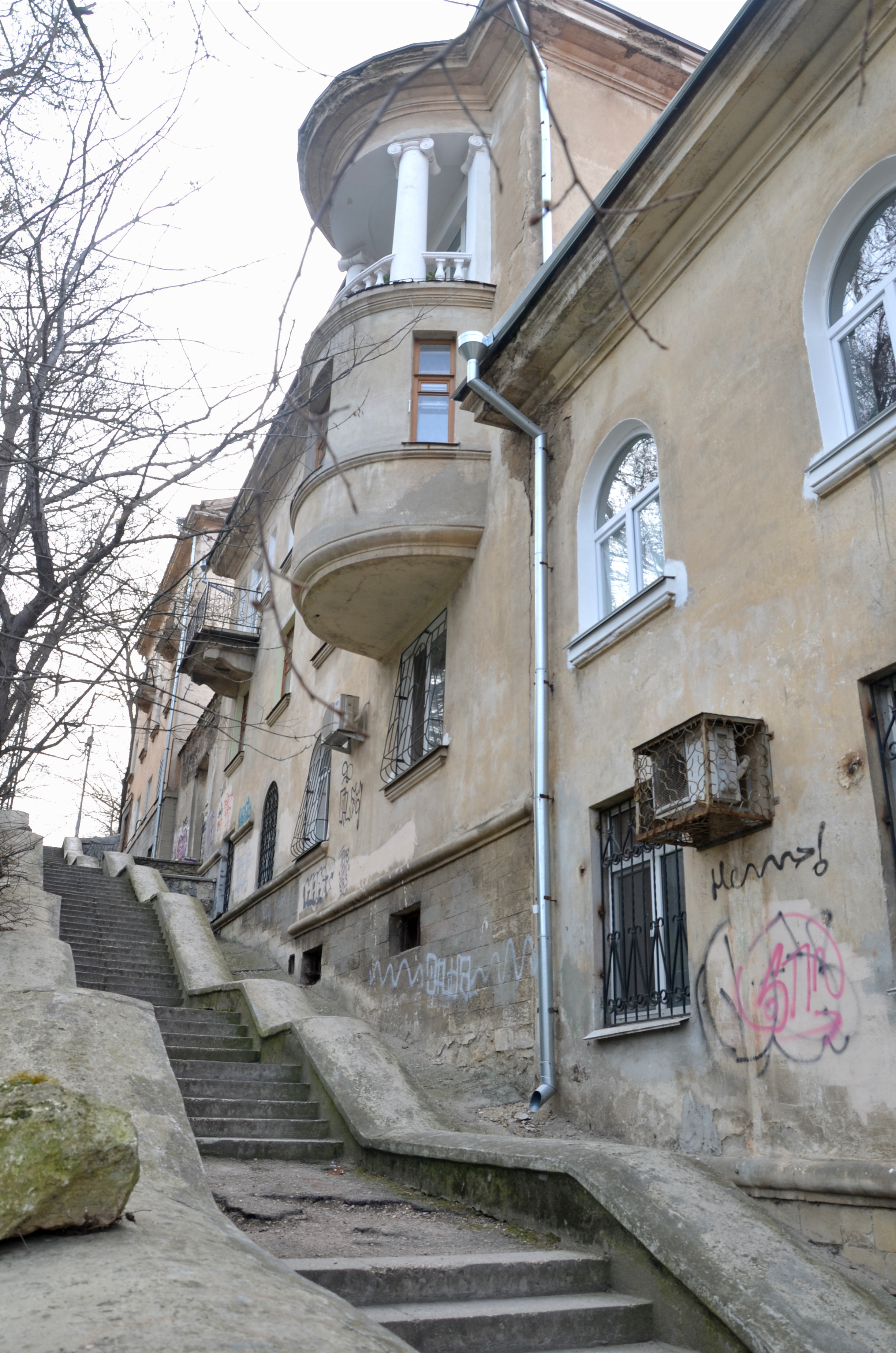
Лестница на улице Алексакиса
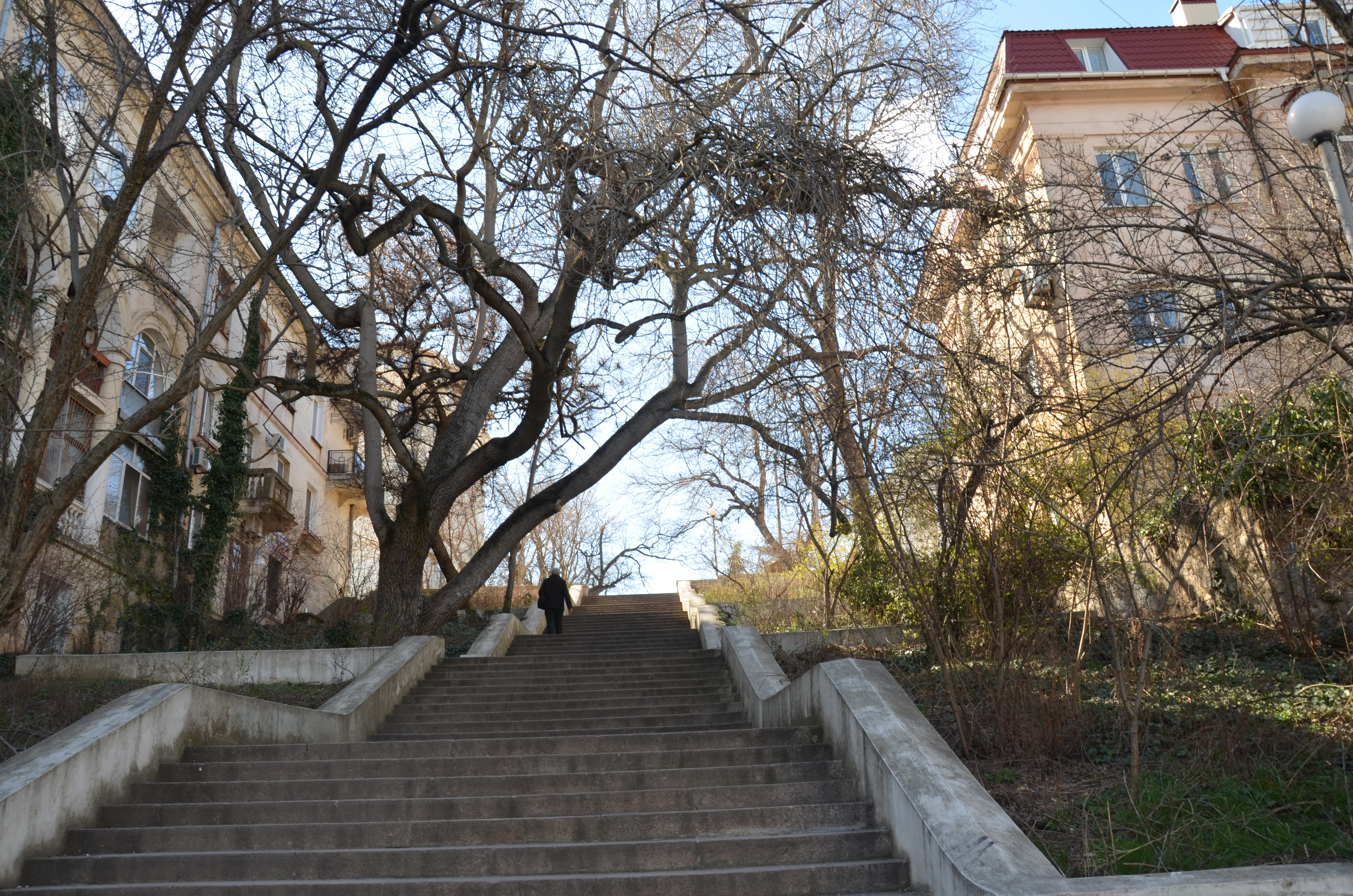
Лестница к площади Суворова
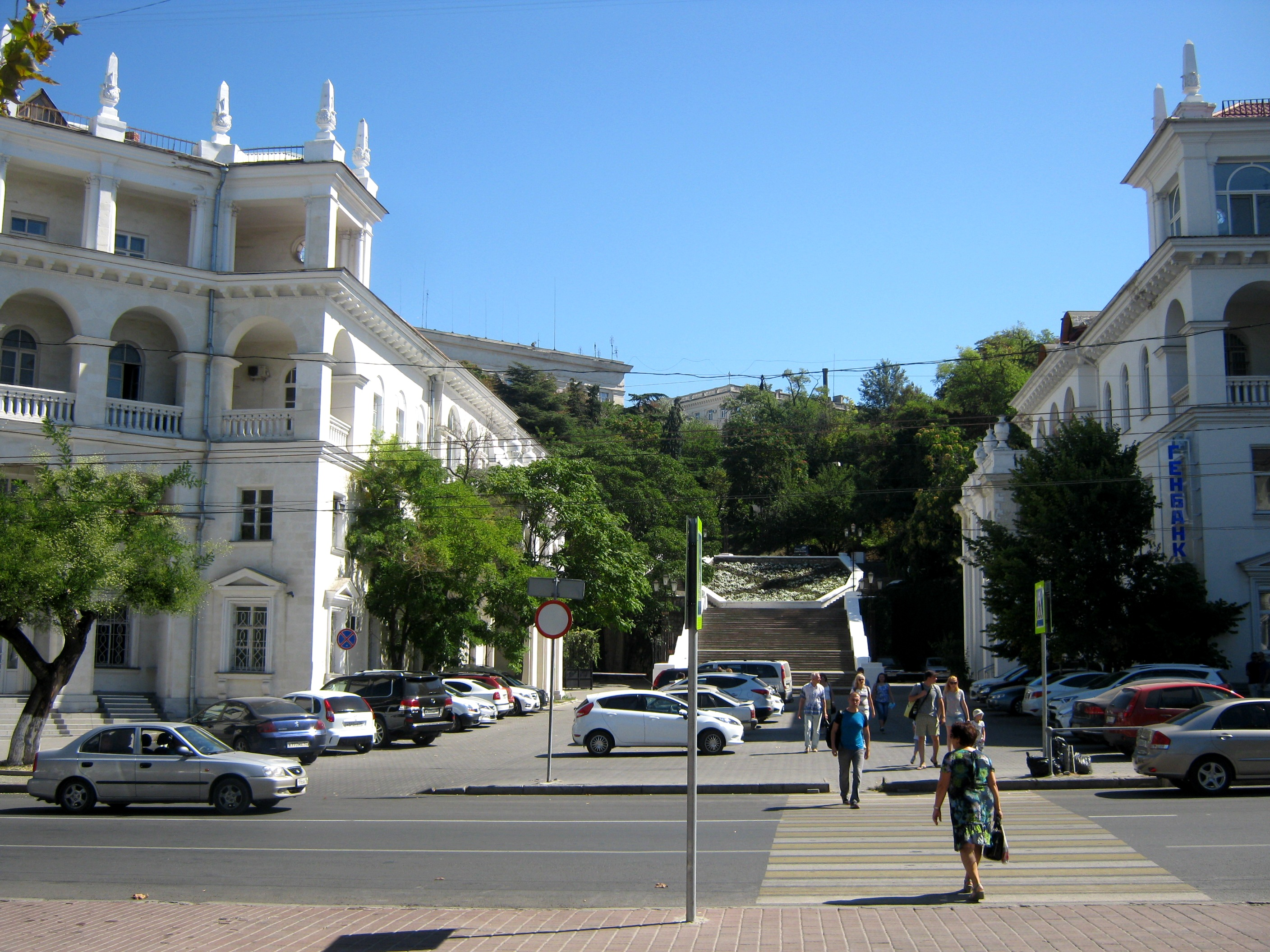
Синопский спуск
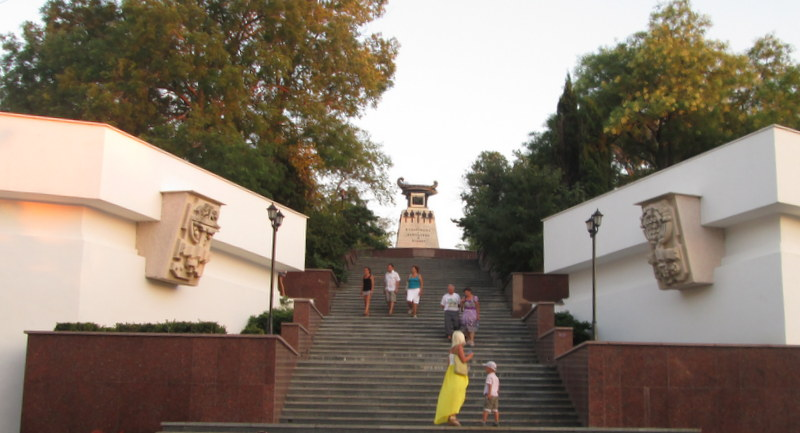
Лестница к Матросскому бульвару
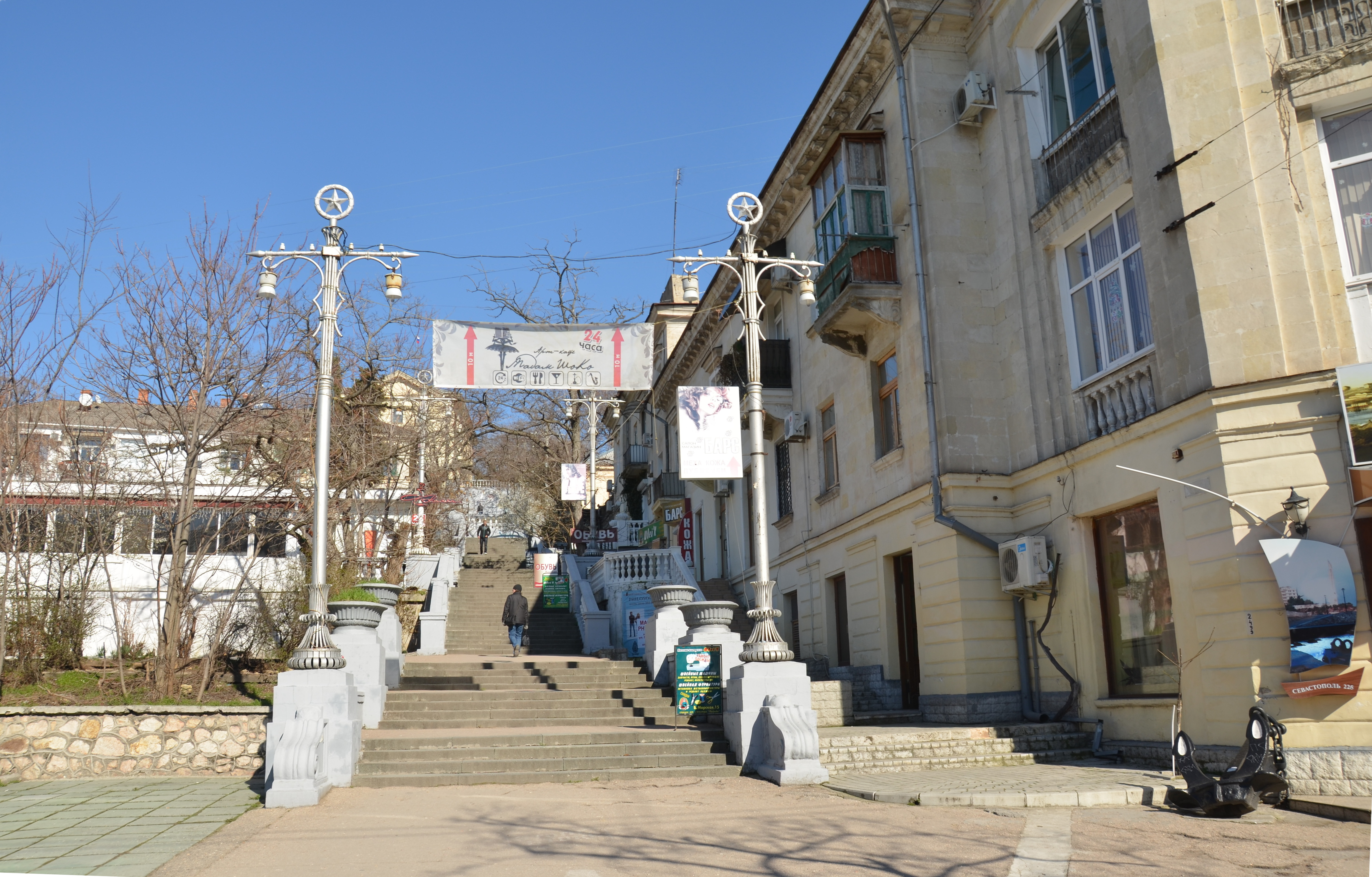
Таврическая лестница

## Скверы
- Матросский бульвар
- Сквер напротив Петропавловского собора
- Сквер возле Владимирского собора